# Liste der Naturdenkmale in Pfronstetten
| Naturdenkmale | Anzahl |
| ------------- | ------ |
| FND           | 0      |
| END           | 4      |
| Gesamt        | 4      |

Die Liste der Naturdenkmale in Pfronstetten nennt die verordneten Naturdenkmale (ND) der im baden-württembergischen Landkreis Reutlingen liegenden Gemeinde Pfronstetten. In Pfronstetten gibt es insgesamt 4 als Naturdenkmal geschützte Objekte, keines ist ein flächenhaftes Naturdenkmal (FND), alle sind Einzelgebilde-Naturdenkmale (END).
Stand: 1. November 2016.

## Einzelgebilde (END)
| Name                        | Bild | Kennung     | Einzelheiten | Position | Fläche Hektar | Datum         |
| --------------------------- | ---- | ----------- | ------------ | -------- | ------------- | ------------- |
| Eiche am Mühlweg            |      | 84150580018 | Pfronstetten | ⊙        | 0,0           | 13. Nov. 2013 |
| Harteiche                   | BW   | 84150580016 | Pfronstetten | ⊙        | 0,0           | 13. Nov. 2013 |
| Hohe Buche                  | BW   | 84150580015 | Pfronstetten | ⊙        | 0,0           | 13. Nov. 2013 |
| 3 Eichen am Kettenacker Weg | BW   | 84150580017 | Pfronstetten | ⊙        | 0,0           | 13. Nov. 2013 |
| Legende für Naturdenkmal    |      |             |              |          |               |               |